# Quincampoix (rivière)
Pour les articles homonymes, voir Quincampoix (homonymie).
 (avril 2014).
La Quincampoix est un cours d'eau français, d'Ille-et-Vilaine et un affluent de la Seiche, donc un sous-affluent du fleuve la Vilaine.

## Géographie
De 32,5 km de longueur, la Quincampoix prend sa source à Domalain et se jette dans la Seiche à Piré-sur-Seiche.

## Communes traversées
Dans le seul département d'Ille-et-Vilaine, la Quincampoix traverse cinq communes :
- Piré-sur-Seiche, Boistrudan, Moulins, Bais , Domalain.

## Affluents
la Quincampoix a onze affluents référencés dont :
- le Vergéal, avec un affluent
- le Coquerelle, avec un affluent
- le Taillepied, 13,9 km sur cinq communes avec six affluents dont 
  - le ruisseau de Veloupe 4,2 km avec un affluent :
    -  ?, 0,9 km

Le rang de Strahler est donc de quatre.

## Hydrologie
La Quincampoix traverse une seule zone hydrographique 'La Quincampoix & ses affluents' (J743) de 141 km2 de superficie.

## Étymologie
Voir l'article Quincampoix (étymologie).

## Qualité de l'eau
Le suivi de la qualité physico-chimique du Quincampoix se fait grâce à un point de prélèvement sur la commune de Piré-sur-Seiche,, qui donne les résultats suivants :
| Nitrates                                   | 2010 | 2011 | 2012 | 2013 | 2014 |
| ------------------------------------------ | ---- | ---- | ---- | ---- | ---- |
| Concentration du paramètre (percentile 90) | 73   | 66   | 50   | 64   | 47   |
| Classe SEQ-Eau                             |      |      |      |      |      |

Conformément à la directive-cadre sur l'eau, le Quincampoix doit atteindre le bon état écologique de l'eau. Les évaluations effectuées montrent l'état écologique suivant :
| état écologique de la masse d'eau | 2010     | 2011     |
| --------------------------------- | -------- | -------- |
| état écologique                   | Médiocre | Médiocre |